# Alihan Bukeihanov
Alihan Nurmuhamedovici Bucheihanov (în kazahă Әлихан Нұрмұхамедұлы Бөкейханов, Álıhan Nurmuhameduly Bókeıhanov; în rusă Алихан Нурмухамедович Букейханон; n. 5 martie 1866, Q24935227⁠(d), West Siberia Governorate-General⁠(d), Imperiul Rus – d. 27 septembrie 1937, Moscova, RSFS Rusă, URSS) a fost un politician, publicist, profesor, scriitor și savant ecologist kazah. Acesta a creat și condus partidul Alaș. A servit ca prim-ministru al autonomiei Alaș din 1917 până în 1920, făcându-l prima persoană din istoria Kazahstanului care a ocupat o astfel de funcție.

## Tinerețe
Alihan Bucheihanov s-a născut la 5 martie 1866, în Tokyrauyn Volost, Imperiul Rus. A fost un strănepot al lui Barak Sultan, fostul han al Horzii Bukey. Bucheihanov a absolvit Școala Rusă-Kazahă și Școala Tehnică din Omsk în 1890. Ulterior a studiat la Institutul Silvic din Sankt Petersburg, unde a absolvit Facultatea de Economie în 1894. În tinerețe, se crede că a fost influențat de socialiști.
După absolvire, Bucheihanov s-a întors la Omsk și a petrecut următorii paisprezece ani acolo lucrând. Din 1895 până în 1897, a lucrat ca profesor de matematică la școala din Omsk pentru copii kazahi. Bucheihanov a participat la expediția Șcerbina din 1896, care avea ca scop cercetarea și evaluarea practic a tuturor aspectelor din Asia Centrală Rusă, de la mediu și resurse la cultura și tradițiile locuitorilor săi. Aceasta a fost prima dintre câteva misiuni similare pe care a acceptat-o. Printre contribuțiile sale înregistrate s-au numărat „Ovtsevodstvo v stepnom krae” („Creșterea ovinelor în Țara Stepelor”), care a analizat creșterea animalelor din Asia Centrală. Bucheihanov a fost primul biograf al lui Abai Kunanbaev, publicând un necrolog în Semipalatinsky Listok în 1905. În 1909, a publicat o colecție de lucrări ale lui Kunanbayev.